# Noturus flavipinnis
Noturus flavipinnis é uma espécie de peixe da família Ictaluridae.
É endémica dos Estados Unidos da América.